# Flagge Mährens

Die Flagge von Mähren, wie sie 2002–2003 kodifiziert wurde, und die älteste dokumentierte Flagge von Mähren, die heute noch in Gebrauch ist

Flagge des Jihomoravský kraj. Im ersten Feld der Flagge befindet sich der mährische Adler. Im vierten und letzten Feld der Flagge befindet sich ein gelb-rot karierter Adler, der als Symbol der Versöhnung und Integration verschiedener sprachlicher, religiöser und nationaler Gruppen, die historisch in Südmähren lebten, dort platziert wurde.

Die Mährische Flagge ist ein Symbol, das Mähren repräsentiert.
Die erste Darstellung des mährischen Landeswappens auf einem Banner, da im Mittelalter das Banner vom Wappen abgeleitet wurde, findet sich auf dem im Codex Gelnhausen von 1407 abgebildeten Banner des Markgrafen (ein silber-roter Adler mit goldenem Harnisch und goldener Krone in blauem Feld), die erste schriftliche Beschreibung ist sogar noch ein Jahrhundert älter. Dennoch haben weder die Markgrafschaft Mähren, das Land Mähren noch das Land Mährisch-Schlesien eine Flagge erworben oder ihre Flagge durch einen Rechtsakt als Rechtspersönlichkeit festgelegt. Sie beruhte auf verschiedenen historischen Dokumenten, Zeichnungen und Beschreibungen, für deren Verwendung es keine Rechtsgrundlage gab. Die mährische Flagge erhielt diesen Status erst zwischen 2002 und 2003, als die Embleme und Flaggen den heutigen Regionen zugewiesen wurden, ein halbes Jahrhundert nach der Abschaffung des Provinzsystems und der Einführung des Regionalsystems. Die Flagge ist im oberen Feld der Flaggen der Regionen Vysočina, Jihomoravský, Olomoucký und Zlínský sowie im oberen Feld der Flaggen der Regionen Pardubický und Moravskoslezský kodifiziert. Die Flagge ist blau, in der Mitte des blauen Feldes ist ein weiß-rot karierter Adler mit gelber Krone und gelber Rüstung abgebildet.
In dieser Form wurde sie auch 2023 von einer Gruppe von Abgeordneten im Gesetzentwurf über Provinzzeichen und -flaggen vorgeschlagen.

## Geschichte
Die älteste Erwähnung der mährischen Fahne (im Gegensatz zur Flagge ist sie fest mit dem Stab verbunden) und der Farben stammt aus der Chronik von Ottokar aus der Gaal aus der Wende vom 13. zum 14. Jahrhundert. Es handelt sich um eine Beschreibung der Schlacht bei Kressenbrunn, die am 12. Juli 1260 stattfand. Die Wappen Böhmens und Mährens wurden in der Chronik von Adjutanten des Béla IV. Heinrich Preissler beschrieben. An der Spitze des vorrückenden böhmischen Heeres ritt Přemysl Ottokar II., neben dem ein Banner mit einem weißen Löwen auf rotem Samt und daneben ein Banner mit einem rot-weiß karierten mährischen Adler wehten.
Hern Dietrich Spatzmanen
sach man die banier leiten:
in einem rȏten samît breiten
was gewohrt ein lewe wîz.
ouch heten ir baniere flîz,
die von Merhaeren wârn:
ein geschâchzabelten arn
von rȏter und von wîzer varbe
sach man ob in begarbe
waejen von dem winde.

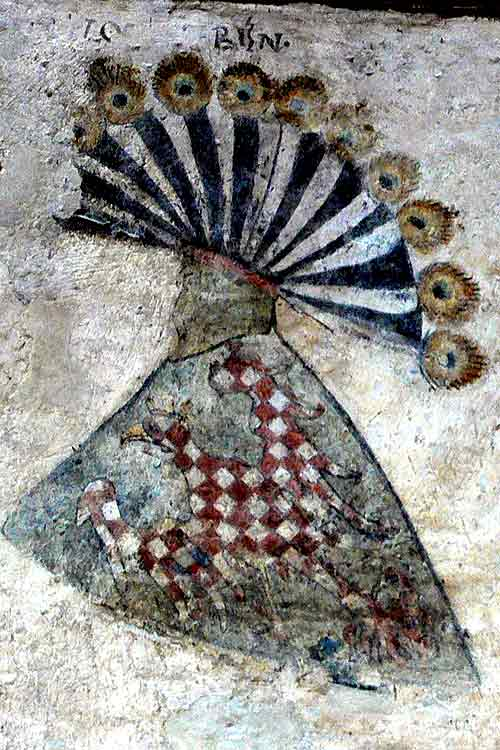
Die älteste erhaltene farbige Darstellung des Wappens des Markgrafen von Mähren in Gozzoburg

Später wurde die Farbe der Flagge von der Farbe des heraldischen Wappens abgeleitet.
Seit der Herrschaft von Přemysl Ottokar II. wird der Markgraf von Mähren durch das Wappen eines silber-rot gescheckten Adlers mit goldener Krone und Krallen dargestellt, der nach rechts blickt und auf einem blauen Schild steht.
Viele Forscher haben versucht, den Ursprung des mährischen Adlerschecks und seiner Tinkturen zu erklären.
Die älteste farbige Darstellung eines karierten Adlers findet sich in der Gozzoburg, weitere tauchen Ende des 13. und Anfang des 14. Jahrhunderts auf. Der Freskendekor des Saals der Gozzoburg in Krems entstand spätestens um 1270 (1269) oder im Zusammenhang mit der neu errichteten Katharinenkapelle (1267), jedenfalls nach 1262. Im Saal sind die Wappen Böhmens, Mährens, Österreichs und der Steiermark vorhanden (siehe den Typus des Reitersiegels von Přemysl Ottokar II. nach seiner Krönung zum König mit vier Länderwappen, die mit der Gozzoburg identisch sind), nicht aber die Wappen von Kärnten und Krain, die Přemysl Ottokar II. 1269 erbte.

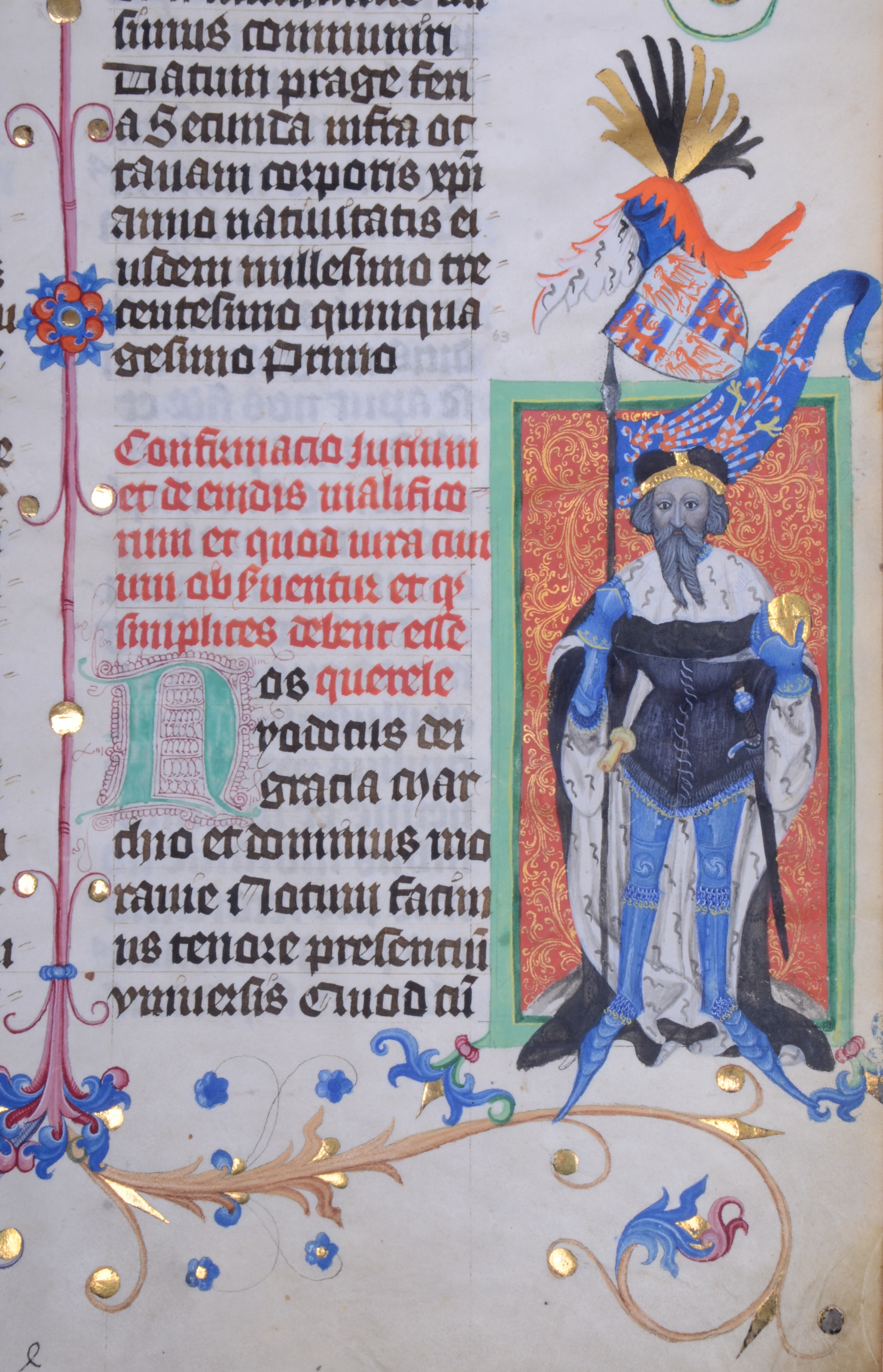
Mährische Fahne von Jobst von Mähren im Codex Gelnhausen auf Folio 63r

Der karierte Adler gilt spätestens seit der Luxemburger Zeit als das Landeswappen Mährens.
Eine der frühesten dokumentierten Darstellungen eines Banners mit einem mährischen Adler war die Darstellung im Codex Gelnhausen, die die Figur des mährischen Markgrafen Jobst von Mähren mit einem blauen Banner zeigt, auf dem ein mährischer weiß-rot karierter Adler mit gelber Krone und gelber Rüstung (logischerweise ohne Schild) angebracht ist. Der Codex wurde irgendwann im letzten Drittel des 14. bis zum ersten Drittel des 15. Jahrhunderts geschrieben.
Das Wappenprivileg (Brief) Kaiser Friedrich III. vom 7. Dezember 1462, das auf Initiative des mährischen Landeshauptmanns und Marschalls des böhmischen Königreichs Heinrich von Lipá an die mährischen Stände ausgestellt wurde, war ein Dokument, das während der Herrschaft Georgs von Podiebrad die ursprüngliche silberne Tinktur des mährischen Adlers änderte, indem es die silbernen Felder des Wappens durch goldene ersetzte und so ein neues „ständisches“ Wappen schuf (color albus in glaucum sive aureum transmutetur (Farbe weiß in gelb oder gold geändert)). Die Veröffentlichung des Briefes ist ein Beispiel für die Einmischung in die inneren Angelegenheiten der böhmischen Länder, da Friedrich III. Habsburg als römischer Kaiser ihn den mährischen Ständen gewährte. Mähren war jedoch Teil der böhmischen Krone, und nach den von Karl IV. erlassenen Gesetzen hatte der römische Monarch keine Befugnis zu einem solchen Schritt, da Mähren unter der direkten Herrschaft des böhmischen Königs stand.
Historisch gesehen gab es mehrere Versionen von mährischen Fahnen, die gleichzeitig in zwei oder drei Farben verwendet wurden, abgeleitet von der Tinktur des Landeswappens, insbesondere im 19. Jahrhundert. Einigen Autoren zufolge ist die mährische Flagge weiß-rot-blau, horizontal gestreift in dieser Reihenfolge. Diese Farbkombination war die Flagge der mährischen Patrioten im 19. Jahrhundert.

## Blaue Flagge mit mährischem Adler
In dem vexillologischen Gutachten zur mährischen Flagge, das am 1. Juni 2013 von den Experten des Unterausschusses für Heraldik und Vexillologie des Abgeordnetenhaus des Parlaments der Tschechischen Republik (Unterausschuss des Ausschusses für Wissenschaft, Bildung, Kultur, Jugend und Leibeserziehung) Zbyšek Svoboda, Pavel Fojtík, Petr Exner und dem Präsidenten der Tschechischen Vexillologischen Gesellschaft Jaroslav Martykán vorgelegt wurde, wird die mährische Flagge und Fahne als die historisch am besten geeignete Flagge und Fahne in ihrer ältesten dokumentierten Form angesehen, d. h. ein blaues Blatt mit einem weiß-rot karierten Adler.

## Weitere Artikel
- Mährischer Adler